# NGC 3009
NGC 3009 is een spiraalvormig sterrenstelsel in het sterrenbeeld Grote Beer. Het hemelobject werd op 17 maart 1828 ontdekt door de Britse astronoom John Herschel.

## Synoniemen
- UGC 5264
- MCG 7-20-62
- ZWG 239.33
- KUG 0947+445A
- PGC 28303